# Виталиј Паракневич
Виталиј Паракневич (4. мај 1969) бивши је таџикистански фудбалер.

## Репрезентација
За репрезентацију Таџикистана дебитовао је 1997. године.

## Статистика
| Таџикистан | Таџикистан | Таџикистан |
| Год.       | Ута.       | Гол.       |
| ---------- | ---------- | ---------- |
| 1997       | 1          | 0          |
| Укупно     | 1          | 0          |